# پورسانگر
پورسانگر (به لاتین: Porsanger) یک شهرداری در نروژ است که در فینمارک واقع شده‌است. پورسانگر ۴٬۸۷۲٫۵۷ کیلومتر مربع مساحت و ۳٬۹۶۴ نفر جمعیت دارد.